# Andrena vierecki
Andrena vierecki là một loài Hymenoptera trong họ Andrenidae. Loài này được Cockerell mô tả khoa học năm 1904.